# 圣雷米德沙尔尼亚
圣雷米德沙尔尼亚（法語：Saint-Rémy-de-Chargnat，法語發音：[sɛ̃ ʁemi də ʃaʁɲa]）是法国多姆山省的一个市镇，位于该省南部，属于伊苏瓦尔区。

## 地理
圣雷米德沙尔尼亚（45°30'57"N, 3°19'26"E）面积6.21 平方千米，位于法国奥弗涅-罗讷-阿尔卑斯大区多姆山省，该省份为法国中南部省份，北起阿列省接壤，东临卢瓦尔省，南至上盧瓦爾省和康塔爾省，西接科雷兹省和克勒兹省。
与圣雷米德沙尔尼亚接壤的市镇（或旧市镇、城区）包括：邦萨、帕朗蒂尼亚、莱普拉多、圣让昂瓦勒、圣马丹德普兰、于松、瓦雷讷叙于松。

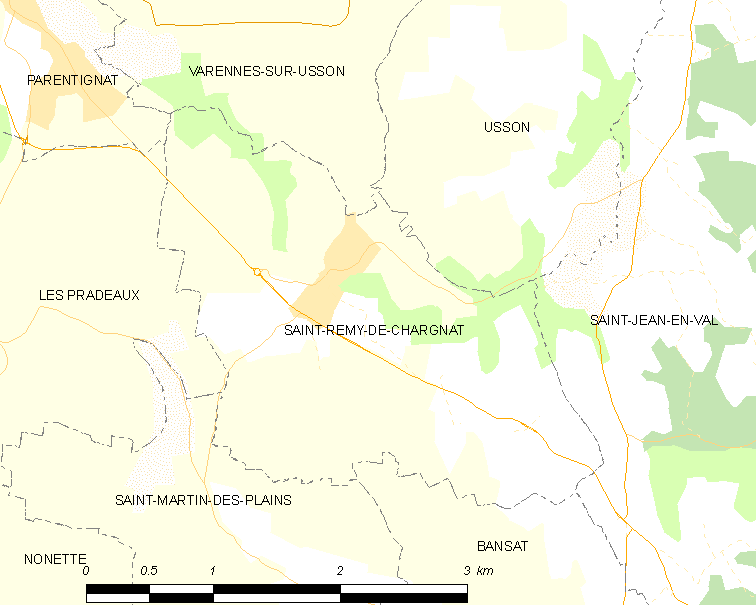
圣雷米德沙尔尼亚的OSM定位图

圣雷米德沙尔尼亚的时区为UTC+01:00、UTC+02:00（夏令时）。

## 行政
圣雷米德沙尔尼亚的邮政编码为63500，INSEE市镇编码为63392。

## 政治
圣雷米德沙尔尼亚所属的省级选区为布拉萨克莱米讷县。

## 人口

1962-2008年间圣雷米德沙尔尼亚人口变化图示

圣雷米德沙尔尼亚于2022年1月1日时的人口数量为628人。